# Chiaki Kon
Chiaki Kon (今 千秋 Kon Chiaki?,  Prefectura de Chiba, Japón, 29 de septiembre) es una directora de anime japonesa. Es conocida por haber dirigido las series Higurashi no Naku Koro ni, Higurashi no Naku Koro ni Kai, Umineko no Naku Koro ni, Junjō Romantica y Sekai-ichi Hatsukoi. También ha dirigido otras series notables, incluyendo Nodame Cantabile, Bleach, Juni Kokuki y Hetalia: Axis Powers. Kon también trabajó en el guion gráfico y dramatización para el anime Midori no Hibi y realizó la animación de apertura para Shōnen Onmyōji. También fue directora de Golden Time, la tercera temporada de Sailor Moon Crystal y más recientemente Back Street Girls.

## Filmografía

### Series
| Año  | Serie                                        | Temporada | Episodios  | Rol                                                                       |
| ---- | -------------------------------------------- | --------- | ---------- | ------------------------------------------------------------------------- |
| 2004 | Midori no Hibi                               | 1         | 1-13       | Guion gráfico, dramatización                                              |
| 2004 | Bleach                                       | 1         | 15, 33     | Guion gráfico, directora                                                  |
| 2006 | Higurashi no Naku Koro ni                    | 1         | 26         | Guion gráfico (eps. 1, 3, 15, 25-26), directora (1, 11, 26)               |
| 2007 | Higurashi no Naku Koro ni Kai                | 2         | 24         | Unit Director, guion gráfico (eps. 2, 11, 24), directora (eps. 2, 19, 24) |
| 2008 | Junjō Romantica                              | 1         | 1-12       | Directora                                                                 |
| 2009 | Hanasakeru Seishōnen                         | 1         | 1-23       | Directora                                                                 |
| 2010 | Otome Yōkai Zakuro                           | 1         | 1-13       | Guion gráfico (OP; eps. 1, 6), directora (OP,ED; ep. 1)                   |
| 2011 | Sekai-ichi Hatsukoi                          | 1         | 1-12       | Directora                                                                 |
| 2012 | La storia della Arcana Famiglia              | 1         | 1-12       | Directora, guion gráfico                                                  |
| 2012 | Junjō Romantica                              | OVA       |            | Directora                                                                 |
| 2013 | Chokotan!                                    | OVA       |            | Directora                                                                 |
| 2013 | Hetalia The Beautiful World                  | 1         | 1-4, 11-13 | Directora (1-4), guion gráfico (1-4, 11-13)                               |
| 2013 | Golden Time                                  | 1         | 1-24       | Directora                                                                 |
| 2013 | Makai Ōji                                    | 1         | 1-12       | Directora                                                                 |
| 2014 | Tsubasa to Hotaru                            | OVA       |            | Directora                                                                 |
| 2016 | Pretty Guardian Sailor Moon Crystal Season 3 | 1         | 1-13       | Directora                                                                 |
| 2018 | Back Street Girls                            | 1         | 1-10       | Directora                                                                 |

### Películas
| Año  | Película                                   | Rol       |
| ---- | ------------------------------------------ | --------- |
| 2021 | Pretty Guardian Sailor Moon Eternal Part 1 | Directora |
| 2021 | Pretty Guardian Sailor Moon Eternal Part 2 | Directora |